# 케빈 리처드슨 (음악가)
케빈 리처드슨(Kevin Richardson, 1971년 10월 3일 ~ )은 미국의 가수로, 백스트리트 보이즈의 일원이다. 백스트리트보이즈의 멤버 브라이언 리트렐의 사촌형으로 그룹결성 당시 브라이언을 백스트리트보이즈로 데려오는데 결정적인 역할을 하기도 했었다. 팀의 맏형이자 리더로
2005년 5집 (미국정규4집) Never gone 앨범까지 활동을 하다가 2006년 탈퇴했었으나
2011년 <In a world like this>싱글로 다시 백스트리트보이즈의 일원으로 복귀하였다.
중저음의 목소리로 백스트리트보이즈의 곡들에서 주로 낮은 음역 베이스 화음을 맡고 있다.

## 같이 보기
- 백스트리트 보이스